# Schwabiska kretsen
För andra betydelser, se Schwaben (olika betydelser).

Schwabiska kretsens läge i Tysk-romerska riket.

Schwabiska kretsen var en rikskrets som bildades vid kretsorganisationens införande i Tysk-romerska riket (i början av 1500-talet) och som ägde bestånd, till dess riket upplöstes (1806). Den blev föga mer än en tom form. Den omfattade av det gamla Hertigdömet Schwaben endast de delar, som var belägna norr och öster om Rhen.

## Källa
Den här artikeln är helt eller delvis baserad på material från Nordisk familjebok, Schwaben, 1904–1926.